# Рудка (приток Остра)
Ру́дка (укр. Рудка) — левый приток реки Остёр, протекающий по Носовскому району (Черниговская область).

## География
Длина 19 км. Площадь водосборного бассейна — 305 км². Впадает в реку Остёр (на 119-м км от её устья).
Согласно изданию «Чернігівщина: Енциклопедичний довідник», длина реки — 17 км с площадью бассейна 57,5 км²; берёт начало возле города Носовка.